# Ctenophila salaziensis
Espèce
Statut de conservation UICN

 LC  : Préoccupation mineure
Ctenophila salaziensis est une espèce de mollusques gastéropodes terrestres de la famille des Euconulidae. Elle est endémique de La Réunion.